# Dichostates renaudi
Dichostates renaudi là một loài bọ cánh cứng trong họ Cerambycidae.